# هنری هولت و کمپانی
هنری هولت و کمپانی (به انگلیسی: Henry Holt and Company) یک شرکت آمریکایی چاپ و نشر کتاب است که در شهر نیویورک مستقر است. این شرکت یکی از قدیمی‌ترین ناشران در ایالات متحده است که در سال ۱۸۶۶ توسط هنری هولت و فردریک لیپولد تأسیس شد. حوزه‌های انتشارات آن ادبیات داستانی آمریکا و بین‌الملل، زندگی‌نامه، تاریخ، سیاست، علم، روان‌شناسی، سلامت و ادبیات کودکان است، و در ایالات متحده با نام انتشارات مکمیلن فعالیت می‌کند. 